# Constituciones catalanas

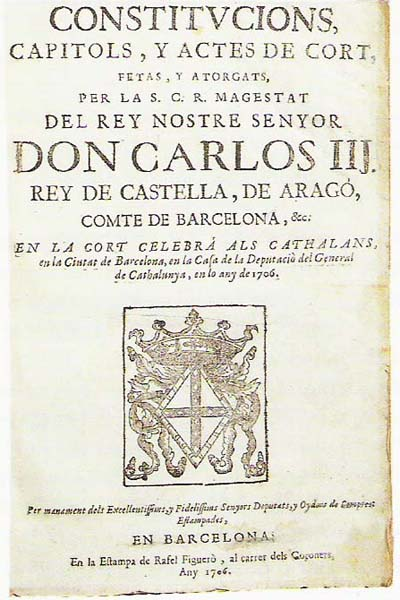
Última compilación de las Constituciones, Capítulos y Actas de Corte de Cataluña (1706)

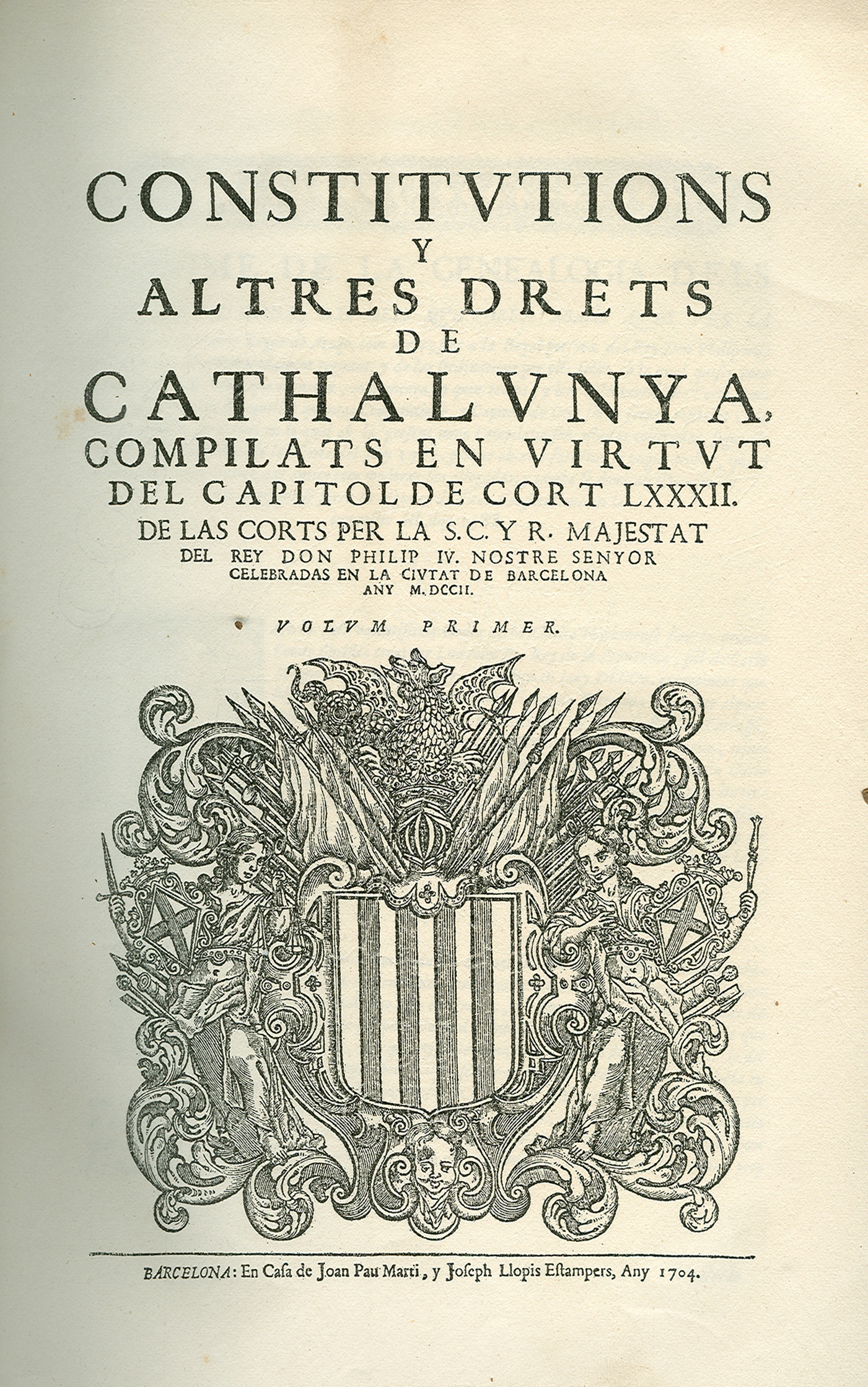
Constituciones y otros derechos de Cataluña (1704)

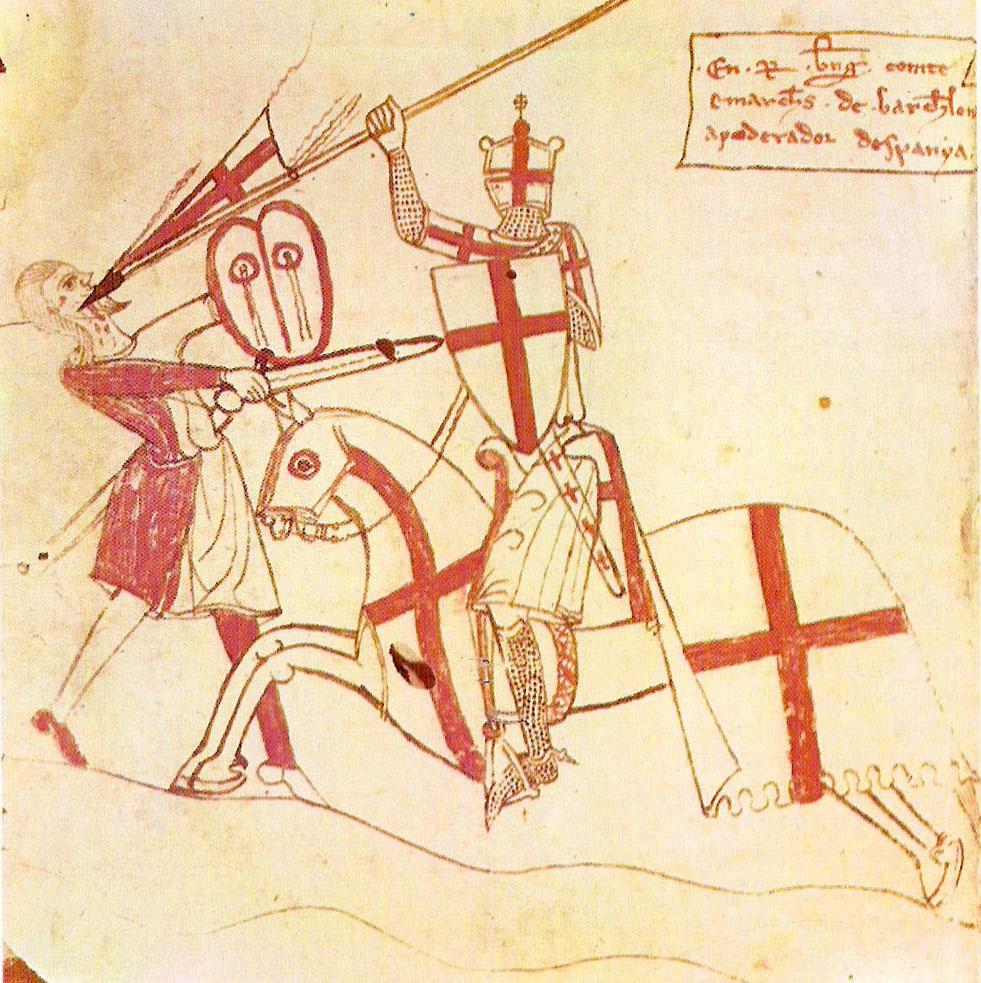
Representación de Ramón Berenguer en un códice de los Usatges de Barcelona del primer tercio del. La miniatura representa al conde de Barcelona con la Cruz de San Jorge como armas personales. Ms. Z-III-14 de la Biblioteca de El Escorial.

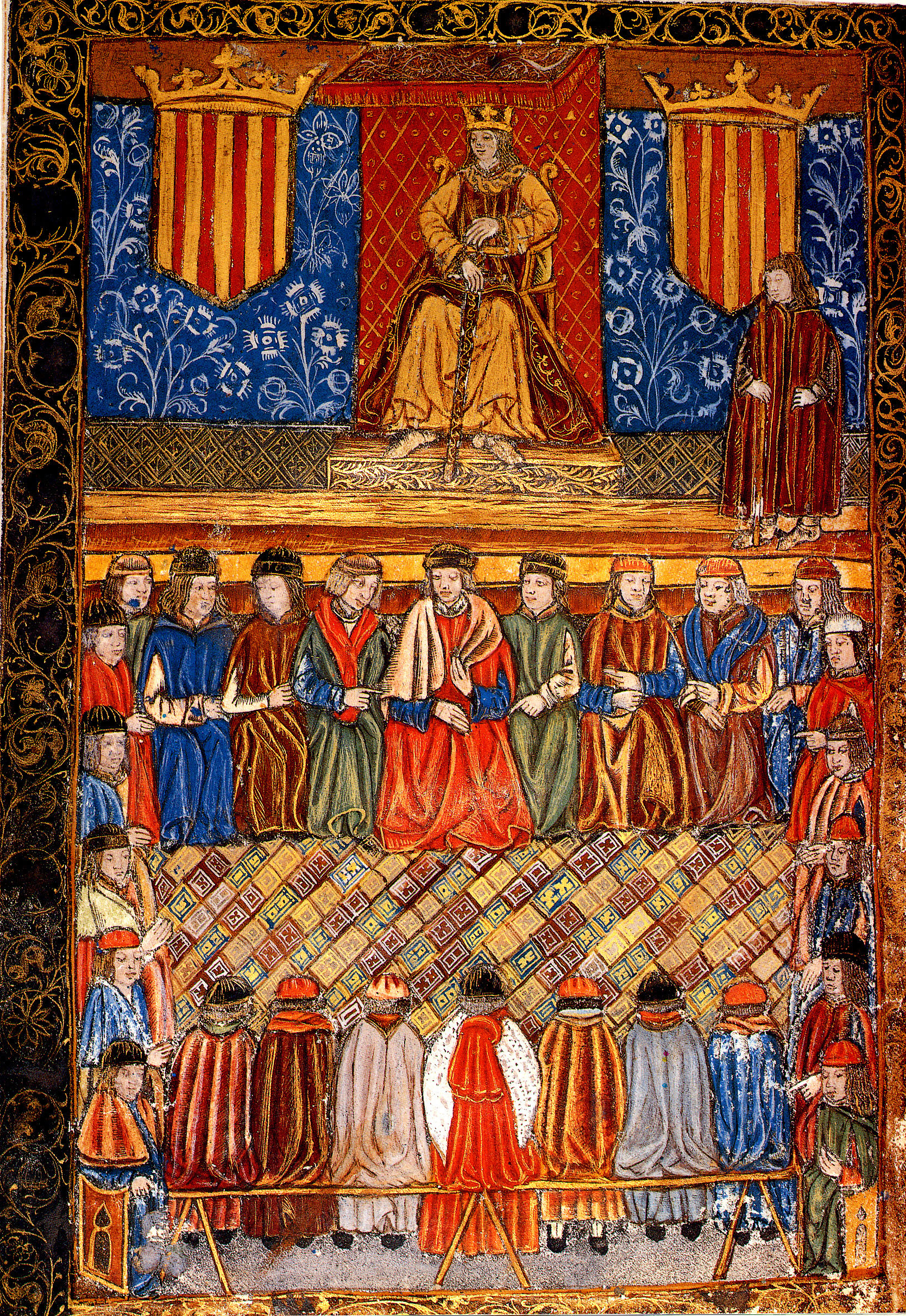
Fernando II de Aragón en su trono enmarcado por dos escudos con el emblema del Señal Real de Aragón. Frontis de una edición de 1495 de las Constituciones catalanas (Barcelona, Pedro Michel y Diego de Gumiel).

Reciben el nombre de constituciones catalanas aquellas normas del principado de Cataluña promulgadas por los condes de Barcelona, y aprobadas por las Cortes Catalanas entre los siglos siglo XII y XVIII. Se diferenciaban de otras normas legales, como los «capítols de cort» (capítulos de corte) y los «actes de cort» (actos de corte) en que se promulgaban a iniciativa del rey para su aprobación en las Cortes. Tenían preeminencia sobre las demás normas legales.

## El origen y organización de las constituciones catalanas
En el año 1060, el conde de Barcelona, Ramón Berenguer I, y su esposa Almodis establecen las observancias (en catalán: Usatges) de Barcelona. Su propósito principal era establecer la paz pública mediante el apoyo en bases legislativas. Aplican la Paz y Tregua. Hay que recordar que la Tregua de Dios se estableció en Toulouges en 1027 (Toulouges está a 10 km de Perpiñán). Estas observancias solo eran inicialmente del condado de Barcelona, no de Cataluña.
En 1214, en Lérida, Jaime I, el heredero de la Corona de Aragón, es huérfano (madre y padre) y tiene solo seis años. Por primera vez, se invita a diez ciudadanos de cada una de las principales ciudades a una reunión de los nobles y el clero. Entonces se decide que, en el futuro, una reunión de este tipo se convocará periódicamente para discutir el futuro de la corona.
Es en 1283, con Pedro III tuvo lugar la proclamación oficial de Cortes, es decir, la Asamblea de Diputados. 
Las Cortes se componían de tres Brazos (clases) de la sociedad: el eclesiástico, la nobleza y el brazo real que incluye burgueses de las ciudades reales: Barcelona, Lérida, Gerona, Tortosa, Perpiñán, Salses, Argeles, Cotlliure, Tuir Prats, etc. Cada brazo elige a sus miembros de forma independiente y son miembros el tiempo que dure la sesión de las Cortes.
Una vez que los funcionarios reales tienen la lista, se convocaba a los miembros por escrito. La asistencia era obligatoria, si no puede ir debe enviar un sustituto o proporcionar una explicación por escrito. El Rey asiste en persona, de lo contrario, está representada por la Reina o su hijo. Las Cortes se llevan a cabo cada tres años en una ciudad diferente, normalmente se encontraban en una gran iglesia con capacidad para 100, 200 o incluso 300 miembros durante varias semanas.
En la primera reunión después de la misa general, el rey pronunciaba un discurso llamado «proposici», donde analizaba la situación política, con planes para un buen gobierno, al final, el rey establecía el objetivo y pedía la aplicación (además del impuesto convencional) y la contribución financiera voluntaria adicional. A continuación, el representante del brazo Eclesiástico respondía en nombre de la reunión, seguido de unas palabras de un noble y un burgués, después el rey salía de la reunión y esperaba en una residencia cercana a las conclusiones.
Los grupos de trabajo se formaban «en torno a una mesa». Cada grupo tenía el mismo número de clérigos, nobles y burgueses. Si el motivo era importante que podía llegar a tener cinco clérigos, cinco nobles y cinco burgueses. Obviamente, cada Brazo (cada clase), quería resolver el problema a su favor. Las discusiones cobraban vida. Sin embargo, hay un oyente que tiene al rey informado de los debates. Al final, el grupo de trabajo llega a un acuerdo después de muchas concesiones mutuas. El grupo elabora un proyecto de ley. Cuando el proyecto está finalizado. Todos los miembros se reúnen en sesión plenaria. Después de otra lectura general, se tiene que aprobar el proyecto de ley por una mayoría. De lo contrario, se deja a un lado para ser estudiado en otra sesión. Entonces el rey se compromete a cumplir y hacer cumplir esta ley. Todas las leyes se registran en el libro "Usatges, Constitucions de Catalunya".
Estas leyes tienen diferentes nombres:
ConstitucionsCuando están en la petición del rey durante su discurso de apertura.
Capítulos CortsDónde están las tres clases que están en la raíz de la aplicación y el texto está sujeto a la aprobación del rey.
Actas de Corts, Privilegis, PragmatiquesEscritas por el rey entre dos sesiones de Cortes pero que siguen siendo leyes específicas: deben ser aprobados por las Cortes en una futura reunión para tener el mismo valor jurídico a otras leyes.
Más tarde, estas leyes se imprimirán con el título Constitucions y altres Drets de Cathalunya.

## Compilaciones
Las primeras constituciones catalanas son de las Cortes Catalanas de 1283 celebradas en Barcelona. Las últimas fueron promulgadas por las Cortes catalanas de 1705. Las compilaciones de las Constituciones y otros Derechos de Cataluña siguieron la tradición romana del Códice. La primera compilación fue prescrita por Fernando I de Aragón, a sugerencia de las Cortes de Barcelona de 1413. Se divulgaron en la edición de 1495, junto con las observancias de Barcelona:
- Observancias de Barcelona, constituciones, capítulos y actos de corte y otras leyes de Cataluña.

Las compilaciones acordadas en las cortes de 1585 y de 1702 fueron publicadas divididas en tres volúmenes:
- Constitucions y altres drets de Cathalunya
- Pragmatiques y altres drets de Cathalunya
- Constitucions y altres drets de Cathalunya superflus, contraris y corregits

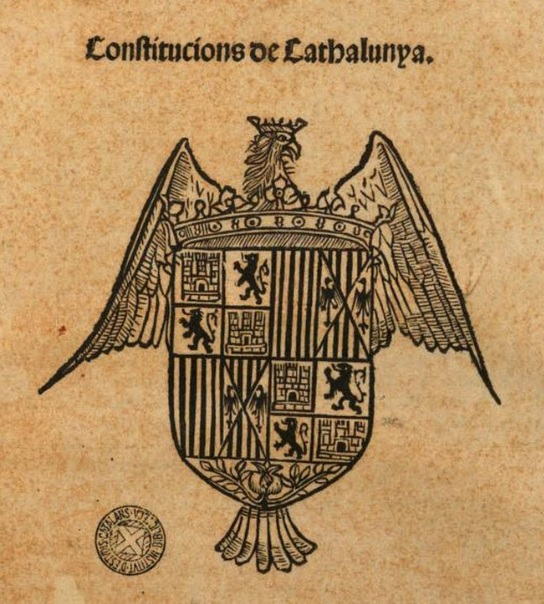
Compilación de 1495
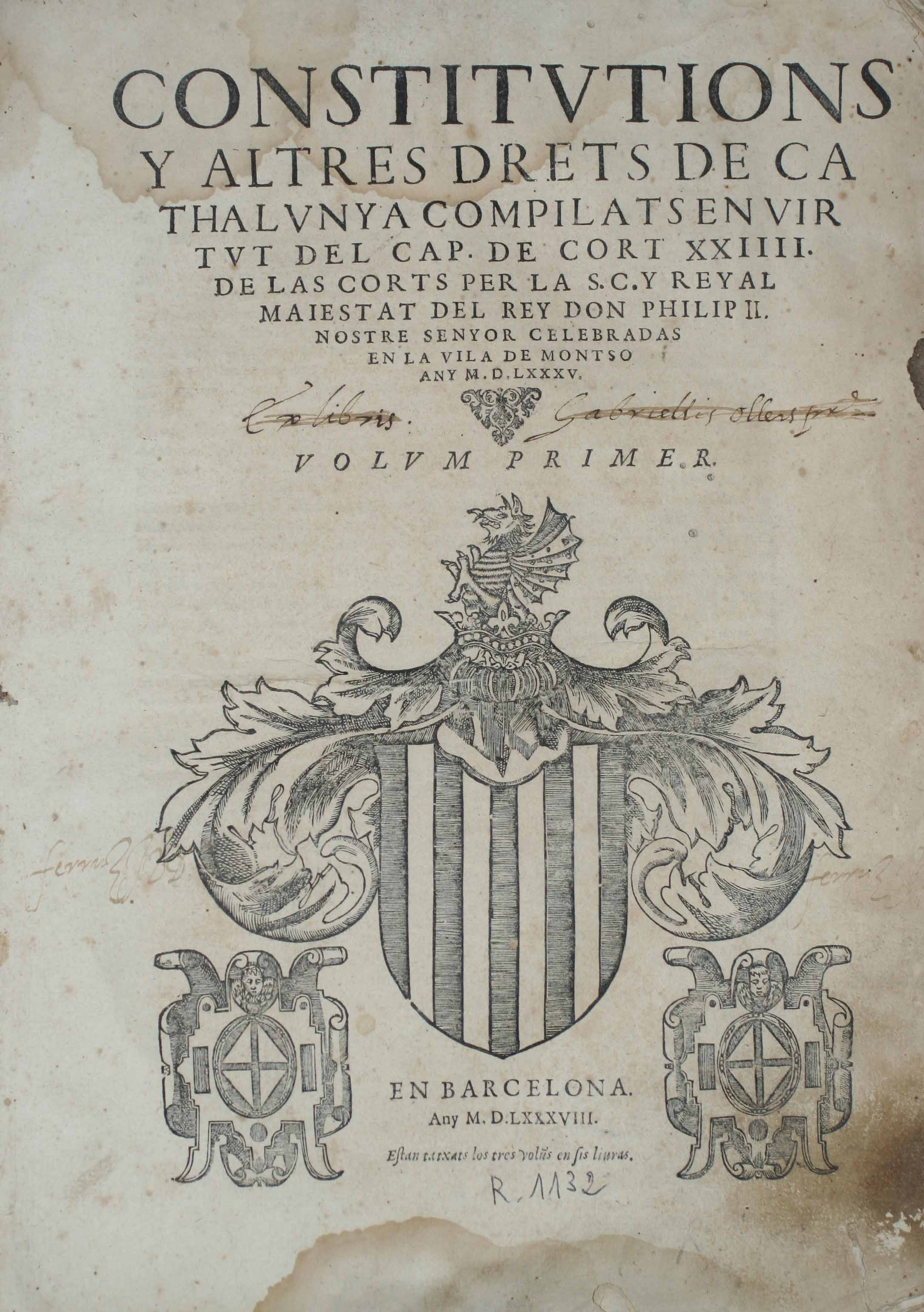
Primer volumen de la compilación de 1585
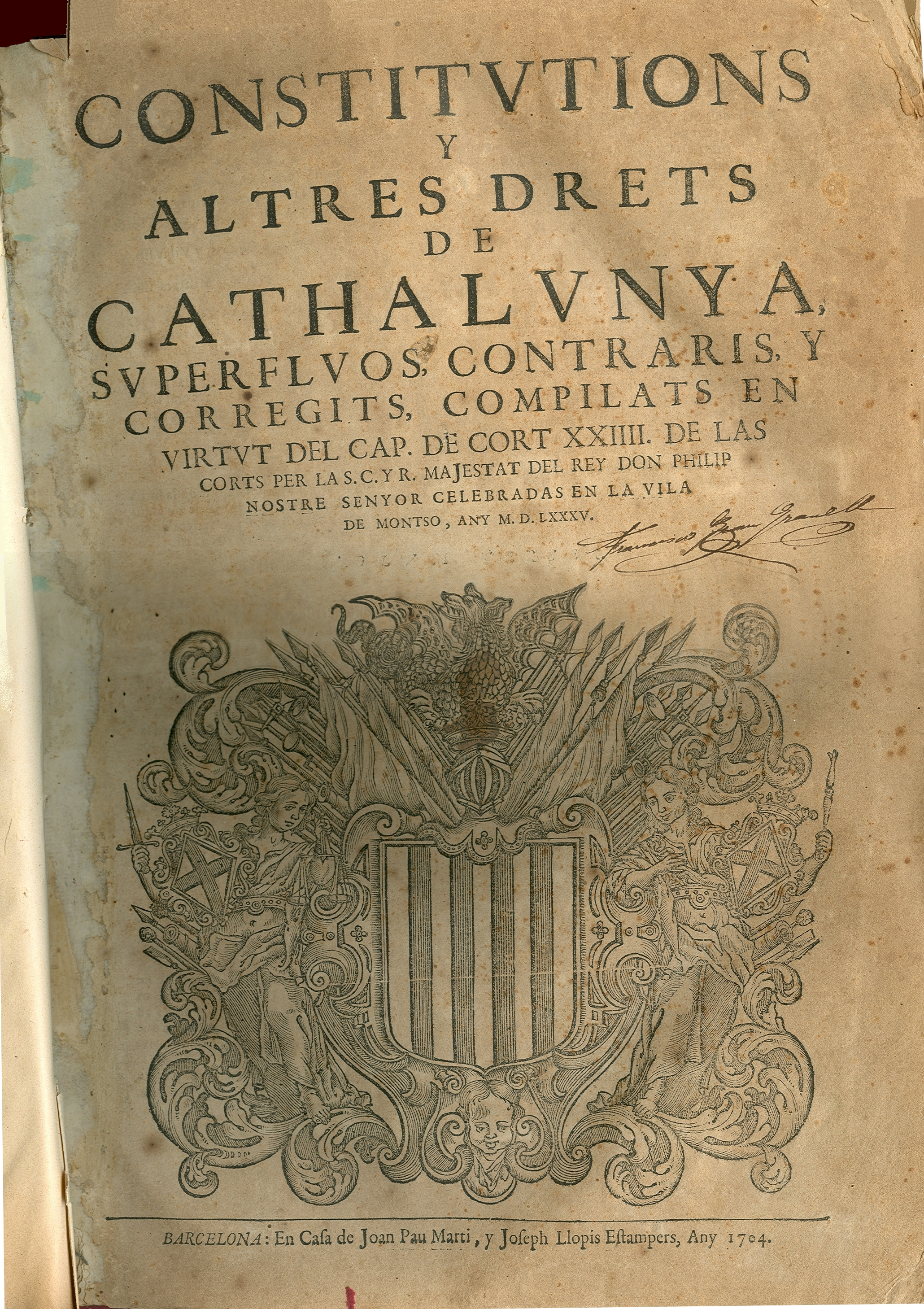
Tercer volumen de la compilación de 1702

## Abolición fáctica: Los Decretos de Nueva Planta
Tras el fin de la Guerra de Sucesión Española, derrotado el Archiduque Carlos de Austria, el rey Felipe V suprimió la ordenación jurídica de los reinos de la Corona de Aragón mediante los Decretos de Nueva Planta. De esta forma, las Constituciones fueron derogadas.
Conviene sin embargo resaltar que el Decreto de Nueva Planta de Cataluña contiene reformas casi exclusivamente del sistema judicial, por lo que los aspectos de derecho civil, contenidos en las Constituciones Catalanas los deja incólumes, tal como se indica en el artículo 56 del Decreto para el Principado de Cataluña que textualmente dice: "En todo lo demás que no esté previsto en capítulos precedentes de este decreto, se observen las constituciones que antes había en Cataluña; entendiéndose, que son de nuevo establecidas por este decreto, y que tienen la misma fuerza y vigor que lo individual mandado en él." También respeta otras instituciones, como el Consulado del Mar (artículo 57) y el Colegio de Notarios de Cataluña (artículo 49), aunque los hiere de muerte, al derogar las instituciones responsables de su reforma y actualización, sin hacer las previsiones sustitutivas correspondientes.

## Promesa de restauración: La tercera guerra carlista
Durante la tercera guerra carlista (1872-1876), las fuerzas carlistas llegaron a ocupar algunas ciudades de la Cataluña interior. Isabel II estaba en el exilio y el rey Amadeo I, monarca desde 1871, no era muy popular. El pretendiente Carlos María de Borbón (denominado por sus partidarios Carlos VII), nieto de Carlos V, prometió a catalanes, valencianos y aragoneses el retorno de los fueros y, en el caso de Cataluña, de las constituciones que había abolido Felipe V.
La promesa no llegaría nunca a materializarse al no tener éxito la revuelta carlista y finalmente Carlos María de Borbón huyó a Francia, el 27 de febrero de 1876 el mismo día que Alfonso XII entraba en Pamplona. No obstante, durante la guerra el general carlista Rafael Tristany ejerció nominalmente el cargo de presidente de la Diputación General de Cataluña.